# Charlotte Marian
Charlotte Marian, geboren als Charlotte Katja Bischoff, verheiratet Charlotte Bruhn (* 16. Februar 1937 in Obernburg am Main) ist eine deutsche Schlagersängerin.

## Leben und Karriere
Geboren wurde sie als Charlotte Katja Bischoff. Nach dem Abitur nahm sie Gesangsunterricht und hatte kleinere öffentliche Auftritte in diversen Clubs. Ihre Eltern sahen dies mit Sorge und überzeugten sie von einem traditionellen Lebensweg. Deshalb ging sie für ein halbes Jahr als Haustochter in die Schweiz. Im Anschluss an die Qualifikation zur Hausfrau in spe sollte eine akademische Ausbildung stehen, doch das Romanistik-Studium in München brach sie, geplagt von musikalischem Verlangen, schon nach zwei Semestern ab. Sie setzte stattdessen ihre Gesangsausbildung fort und sammelte weiter Erfahrungen bei sporadischen Auftritten. 1959 nahm sie 17 Testaufnahmen der Titel für das 1. Deutsche Schlagerfestival bei Radio Luxemburg auf und erhielt einen Schallplattenvertrag bei dem Label Tempo. Zunächst war die Künstlerin Duettpartnerin von Claus Herwig, mit dem sie mehrere Platten bei Tempo und Telefunken aufnahmen. Zudem war sie, neben Manuela und Monika Grimm,  Mitglied der Tahiti-Tamourés  sowie von Die vom Böhmerwald und Sweetles (dazu gehörten noch Tina Rainford und Monika Grimm). Unter dem Pseudonym Waikiki-Tamoures coverte sie den erfolgreichen Titel der Tahiti Tamoures Wini-Wini/Bey, Bey Samao. Für diese Tempo-Produktion sang sie mit sich selbst im Duett.
Die Künstlerin, die 1962 den Komponisten Christian Bruhn heiratete, trat noch unter mehreren Pseudonymen auf, unter anderem als Charlotte Bruhn, Geschwister Herzog, Auer Dirndl und Gaby Wolf.
Charlotte Marian coverte beim Billig-Label Tempo (auch unter ihren verschiedenen Pseudonymen)  insbesondere erfolgreiche Lieder (viele davon wurden von Christian Bruhn komponiert) bekannter Schlagersängerinnen: von Petula Clark, Siw Malmkvist, France Gall, Peggy March, Gitte Hænning, Melina Mercouri, Nana Mouskouri, Manuela, Wencke Myhre, Connie Francis etc.
Aus der Ehe mit Christian Bruhn gingen zwei Söhne hervor.

## Diskografie (Auswahl)
- Die Liebe ist ein seltsames Spiel
- Weiße Rosen aus Athen
- Ich will 'nen Cowboy als Mann
- Liebeskummer lohnt sich nicht
- Schwimmen lernt man im See
- Mit siebzehn hat man noch Träume
- Ich mach Protest
- Lord Leicester aus Manchester
- Sehnsucht
- Harlekin
- Ein bißchen Goethe, ein bißchen Bonaparte
- Die Nacht hat viele Lichter
- Love and kisses
- Küsse nie nach Mitternacht
- Zwei kleine Italiener
- Schade, schade, schade
- Goldene Sonne von Mexiko
- Somethin' stupid (mit Klaus Herwig)
- Puppet on a string
- Rosen haben Dornen
- Casanova baciami
- Die Sterne der Prärie
- Ein Schiff wird kommen
- Kommt ein Schiff nach Amsterdam
- Ich wünsch' mir zum Geburtstag einen Beatle (Die Sweetles)
- Rot ist die Liebe (Geschwister Herzog)